# Robert Oey
Robert Toen Yüan Oey (Middelburg, 27 augustus 1966) is een Nederlands filmmaker.

## Levensloop
Oey is geboren in Middelburg als zoon van een Nederlands-Duitse moeder en een Chinese vader, een gynaecoloog. Na de havo in Middelburg volgde hij een opleiding geschiedenis aan de Hogeschool van Amsterdam, gevolgd door een studie geschiedenis en Amerikanistiek aan de Universiteit van Amsterdam. Na functies bij de RVU en de VPRO werd Oey filmmaker. Sinds 2017 is hij in dienst bij Topkapi Films als producent.
Oey zegt zelf vooral geïnteresseerd te zijn in mensen die zich door hun keuzes buiten de samenleving plaatsen.
Zijn documentaire De Zwemmers (2007) gaat over de mensen die in een Amsterdams zwembad komen zwemmen. De Leugen (2010) heeft als onderwerp de politieke controverse over mogelijke onwaarheden die politica Ayaan Hirsi Ali zou hebben verteld omtrent haar afkomst en vluchtelingschap. Gesneuveld (2012) ging in première op het Nederlands Film Festival en laat mensen aan het woord over gesneuvelde militairen. The Good Terrorist (2019) gaat over radicalisering en deradicalisering en laat onder andere de wegens terrorisme veroordeelde Jason Walters aan het woord.
Oey is in 2019 in een strafbeschikking een taakstraf opgelegd van veertig uur wegens verboden wapenbezit.

## Filmografie
- Giftig (1999)
- What's Eating Serbia (2002)[7]
- Wonderland (2004)
- De zwemmers (2007)
- De leugen (2010)
- Gesneuveld (2012)
- Vandaag kopen we een vliegtuig (2015)
- De missie (2016)
- The Good Terrorist (2019)
- Cannabis (2021)

## Privé
Oey heeft twee kinderen uit een vorige relatie met burgemeester van Amsterdam Femke Halsema.
- Nederlandse Thesaurus van Auteursnamen: 297960393
- Virtual International Authority File: 282902831
- WorldCat: E39PBJw93KWfcCJVKJXq9FmWXd